# Меркуријални диуретик
Меркуријални диуретици су форма реналних диуретика који садрже живу.

Мада су у прошлости били у широкој употреби, они су у знатној мери замењени безбеднијим  диуретицима као што су тиазидии.

## Примери
- Мерсалил
- Мералурид[2]

- Меркаптомерин
- Меркурофилин
- Меретоксилин прокаин